# Centrale nucléaire de Taechon
La centrale nucléaire de Taechon est une centrale nord-coréenne. Elle est située à 25 km au nord-ouest du complexe nucléaire de Yongbyon, dans l'arrondissement de Taechon, province du Pyongan du Nord.

## Description
La construction de Taechon a été engagée au début des années 1990. À la suite de la convention signée avec les États-Unis en 1994, la construction a été abandonnée, a quelques années de la fin de la construction.
Il s'agissait d'un réacteur Magnox (type graphite-gaz) de 200 MWe qui peut être utilisé pour la production de plutonium. Le premier réacteur du même type était celui de Calder Hall au Royaume-Uni qui a été utilisé pour produire le plutonium de la bombe atomique britannique.
En 2019, le réacteur est toujours à l'abandon.